# ソーダ村のソーダさん。
『ソーダ村のソーダさん。』（ソーダむらのソーダさん）は、湖西晶による日本の4コマ漫画作品。
一迅社発行の『まんが4コマKINGSぱれっと』にて2008年3月号から2009年6月号まで掲載された。

## 作品概要
舞台は北海道の山中。4年前の炎上事件で4人の死者を出し、現在はダム湖の湖底に沈んだ左右田神社（そうだじんじゃ）。事件について取材すべく現地を訪れた新米記者・古浦果子は、突如、事件直前の村にタイムスリップしてしまう。
犠牲者となる人たちと過ごす炎上事件までの1ヶ月を、ギャグとシリアスを巧みに使い分けながら描く、ミステリー4コマ漫画作品。
前作「ソーダ屋のソーダさん。」と同名の人物が多数登場するが、スター・システムとしての扱いであり、ストーリー上のつながりはない。

## 登場人物
★印の人物は、史実上4年前の炎上事件で死亡している。
古浦 果子（ふるうら かこ）
本作の主人公。
見習いのアルバイト記者で18歳。おっちょこちょいだが根は真面目な性格。
左右田神社炎上事件の取材のためにダム湖の周辺に来た際、雪の中に転落し、目を覚ますと4年前の左右田村にタイムスリップしていた。
4年前の世界で左右田神社に滞在し、事件の謎を探ろうとする。
斎田 光哉（さいだ みつや）
左右田村の元駐在。25歳。
取材に来た果子を、情報提供者としてダム湖周辺まで案内した。
4年前は駐在を務めており、沙和とは恋仲だった。
左右田 なつめ（そうだ なつめ）★
左右田神社の当主で中学生。当時14歳。
ダム建設には反対していた。
突然やって来た「居候」の果子に冷たく当たる。
左右田 沙和（そうだ さわ）★
なつめの従姉妹で左右田神社の巫女。当時20歳。
穏やかな性格。斎田とは神社の境内でイチャイチャすることも。
高原 清水（たかはら きよみ）★
左右田神社に住み込みで働いている巫女。当時34歳。
左右田神社の家事の一切を担当している。なつめには愛情を持って接している。
木林 れもん（きばやし れもん）★
大手建設会社の主任営業。当時24歳。
ダム工事の交渉をすべく、左右田神社にやって来たが…。
D・ペッパー（ディートリンデ・ペッパー）
過去の左右田村にタイムスリップした果子の前に現れた、謎の少女。果子にさまざまなアドバイスを与える。
彼女の正体が、この作品における重要な謎の一つ。

## 書籍情報
一迅社「4コマKINGSぱれっとコミックス」全1巻。
- 2009年6月22日発行 ISBN 978-4-7580-8047-7